# Beaulon
Beaulon ist eine französische Gemeinde mit 1640 Einwohnern (Stand: 1. Januar 2022) im Département Allier in der Region Auvergne-Rhône-Alpes. Sie gehört zum Arrondissement Vichy und zum Gemeindeverband Communauté de communes Entr’Allier Besbre et Loire. Die Bewohner werden Beaulonnais und Beaulonnaises genannt.

## Lage
Die Gemeinde Beaulon liegt an der Grenze zum Département Saône-et-Loire, etwa 26 Kilometer ostnordöstlich von Moulins in der Landschaft Sologne Bourbonnaise. Die Loire verläuft im Osten der Gemeinde. Weitere Gewässer in der Gemeinde sind die Engièvre und der Canal latéral à la Loire. Nachbargemeinden von Beaulon sind Garnat-sur-Engièvre im Norden, Bourbon-Lancy im Osten, Saint-Aubin-sur-Loire im Südosten, Dompierre-sur-Besbre im Süden, Thiel-sur-Acolin im Südwesten, Chevagnes im Westen sowie Paray-le-Frésil im Nordwesten.

## Bevölkerungsentwicklung
| Jahr      | 1962 | 1968 | 1975 | 1982 | 1990 | 1999 | 2006 | 2012 | 2019 |
| Einwohner | 1757 | 1738 | 1767 | 1768 | 1744 | 1560 | 1600 | 1650 | 1640 |

## Sehenswürdigkeiten
- Kirche Saint-Privat
- Schloss Beaulon, Monument historique
- Landschaftliches Museum der Sologne bourbonnaise

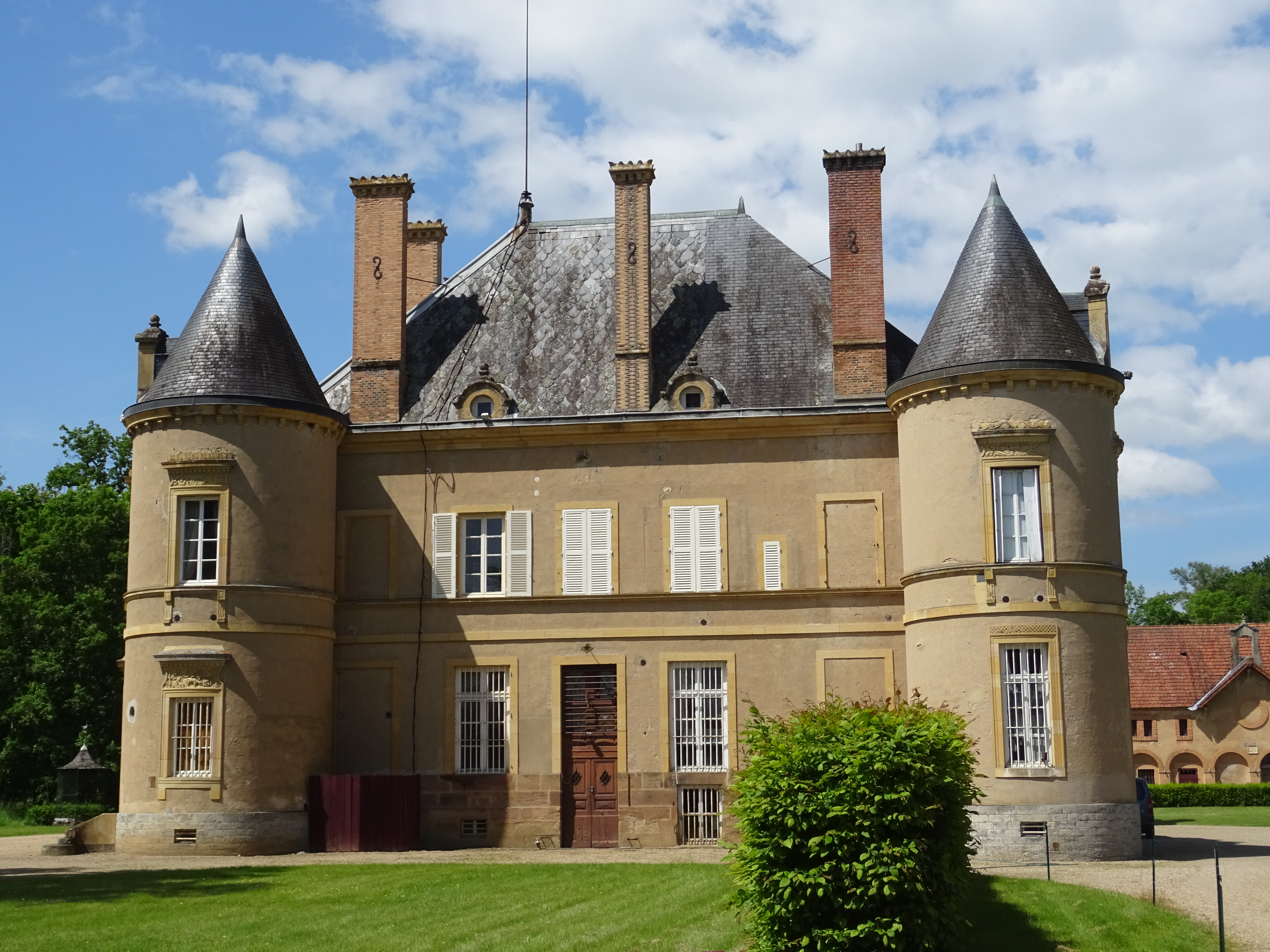
Schloss Beaulon
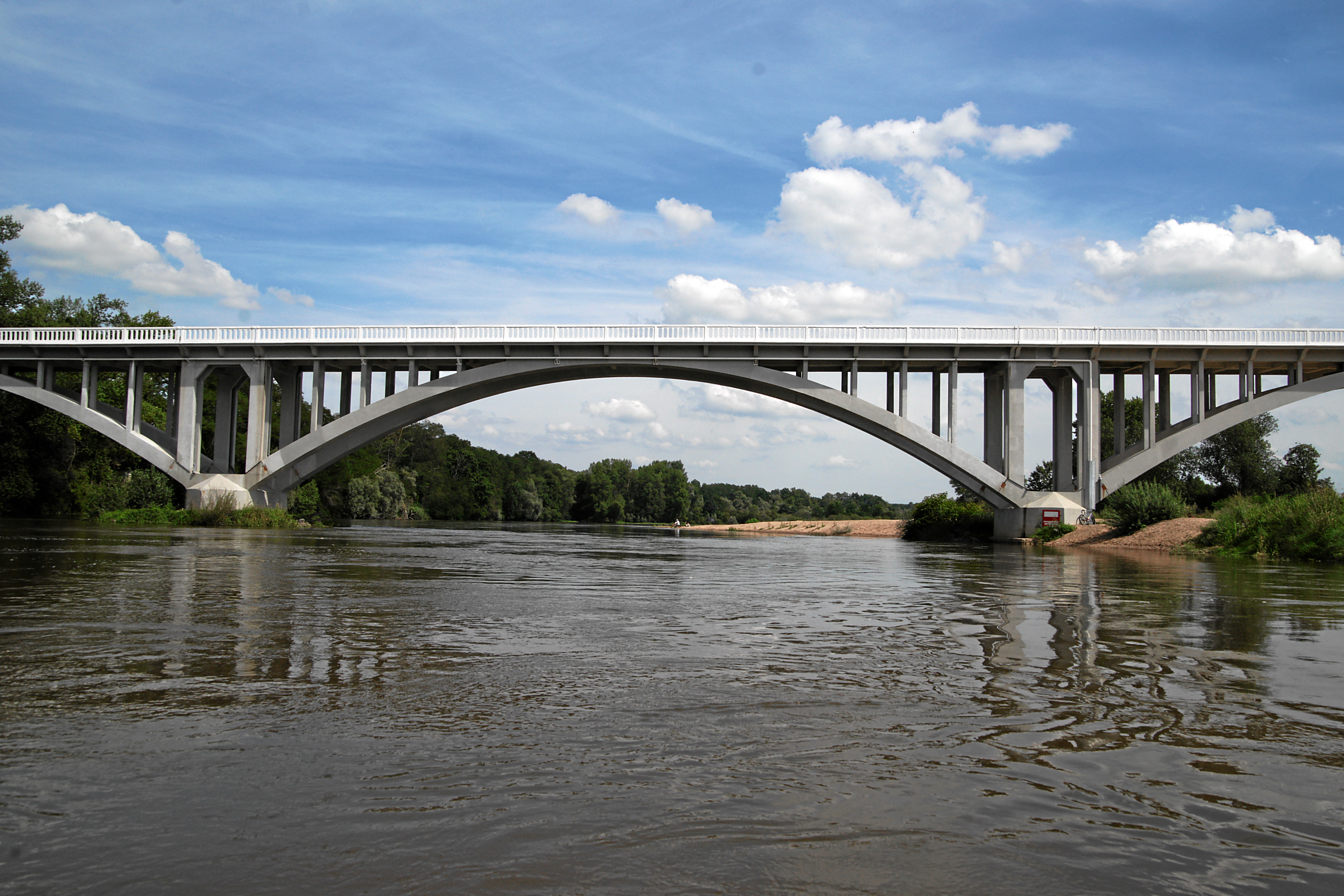
Loire-Brücke